# Krasne (rejon janowski)
Krasne (biał. Краснае, Krasnaje; ros. Красное, Krasnoje) – wieś na Białorusi, w obwodzie brzeskim, w rejonie janowskim, w sielsowiecie Mochre.

## Historia
W dwudziestoleciu międzywojennym leżało w Polsce, w województwie poleskim, w powiecie pińskim, w gminie Brodnica. W 1921 miejscowość liczyła 79 mieszkańców, zamieszkałych w 17 budynkach. Wszyscy oni byli Białorusinami wyznania prawosławnego.
Po II wojnie światowej w granicach Związku Sowieckiego. Od 1991 w niepodległej Białorusi.
Urodził tu się białoruski polityk Piotr Żuszma.